# Suzanne Blanc
Suzanne Blanc (Springfield, 1915 – 5 ottobre 1999) è stata una scrittrice statunitense di romanzi gialli.

## Biografia
Nata a Springfield nel 1915 e morta nel 1999, è autrice di quattro romanzi gialli oltre a racconti pubblicati in antologie quali l'Ellery Queen's Mystery Magazine.
Nel 1962 ha esordito con La pietra verde, prima indagine dell'investigatore messicano Miguel Menendez ambientata a San Luis Potosí, vincendo un Edgar Award e il Grand prix de littérature policière.

## Opere

### Serie Miguel Menendes
- La pietra verde (The Green Stone, 1961), Milano, Garzanti, Serie Gialla N.223, 1962
- The Yellow Villa (1965)
- The Rose Window (1967)

### Altri romanzi
- The Sea Troll (1969)

### Racconti
- The Hump in the Basement (1970)

## Premi e riconoscimenti
- Premio Edgar per il miglior primo romanzo di un autore americano: 1962 vincitrice con La pietra verde
- Premio Edgar per il miglior romanzo: 1962 finalista con La pietra verde
- Grand prix de littérature policière - Miglior romanzo straniero: 1962 vincitrice con La pietra verde